# كنيسة أولم الرئيسة
كنيسة أولم الرئيسة (بالألمانية: Ulmer Münster) هي كنيسة لوثرية تقع في مدينة أولم بولاية بادن-فورتمبيرغ، ألمانيا.